# Wampir zwyczajny
Wampir zwyczajny (Desmodus rotundus) – gatunek ssaka z podrodziny wampirów (Desmodontinae) w obrębie rodziny liścionosowatych (Phyllostomidae).

## Taksonomia
Gatunek po raz pierwszy zgodnie z zasadami nazewnictwa binominalnego nazwał w 1810roku francuski przyrodnik Étienne Geoffroy Saint-Hilaire nadając mu nazwę Phyllostoma rotundum. Holotyp pochodził z Asunción, w Paragwaju. Podgatunek po raz pierwszy zgodnie z zasadami nazewnictwa binominalnego nazwał w 1840 roku niemiecki zoolog Johann Andreas Wagner nadając mu nazwę Desmodus murinus. Holotyp pochodził z Meksyku. Jedyny żyjący współcześnie przedstawiciel rodzaju wampir (Desmodus). 
Autorzy Illustrated Checklist of the Mammals of the World rozpoznają dwa podgatunki. 

### Etymologia
- Desmodus: gr. δεσμος desmos „zawijany”; οδους odous, οδοντος odontos „ząb”[18].
- rotundus: łac. rotundus „okrągły”, od rota „koło”[19].
- murinus: nowołac. murinus „mysio-szary”, od łac. murinus „myszowaty”, od mus, muris „mysz”[20].

## Zasięg występowania
Wampir zwyczajny występuje w Ameryce zamieszkując w zależności od podgatunku:
- D. rotundus rotundus – Kolumbia, Wenezuela, Gujana, Ekwador, Peru, Brazylia, Boliwia, Paragwaj, północne Chile, Argentyna i Urugwaj; także wyspy Margarita i Trynidad.
- D. rotundus murinus – Sonora i Tamaulipas w północnym Meksyku na południe przez Amerykę Środkową do północnej i zachodniej Kolumbii i zachodnich zboczy Andów w Ekwadorze i Peru.

## Morfologia
Długość ciała 68–93 mm, ogona brak, długość ucha 16–21 mm, długość tylnej stopy 13–22 mm, długość przedramienia 52–64 mm; masa ciała 25–40 g. Ma brązowo-szare futro z jaśniejszą stroną brzuszną. Brak błony ogonowej (uropatagium), która występuje u innych nietoperzy. Wampir zwyczajny ma dobrze rozwinięty zmysł węchu i duże oczy. Kończyny także są wyspecjalizowane. Przednie posiadają długi kciuk i są dobrze rozwinięte, zaś tylne są mocne. Jak wszystkie nietoperze potrafi latać, ale w odróżnieniu od innych nietoperzy potrafi też biegać i skakać. U wampirów zwyczajnych występuje dymorfizm płciowy, samice są większe od samców. Wzór zębowy: I {\displaystyle {\tfrac {1}{2}}} C {\displaystyle {\tfrac {1}{1}}} P {\displaystyle {\tfrac {1}{2}}} M {\displaystyle {\tfrac {1}{1}}} = 20. 
Kariotyp wynosi 2n = 28 i FN = 52.

## Ekologia

### Zwyczaje
Wampir zwyczajny preferuje tropikalne i subtropikalne klimaty. Zazwyczaj żyje w koloniach od 20 do 100 osobników, jednakże notowane były również dużo większe kolonie w liczbie 5 tys. Desmodus rotundus osiedla się w umiarkowanie oświetlonych jaskiniach o głębokich szczelinach i zagłębieniach. Można go także znaleźć w starych studniach, szybach kopalnianych i opuszczonych budynkach. W miejscach występowania wampira zwyczajnego można wyczuć charakterystyczną woń amoniaku, pochodzącą ze strawionej krwi. Na łowy wylatuje nocą, dzień spędzając ukryty w dziuplach drzew, jaskiniach i innych kryjówkach. Zaatakowane zwierzę zwykle nie zauważa napastnika, gdyż w ślinie wampira znajdują się substancje znieczulające. W przypadku nieudanego polowania przez któregoś z dorosłych osobników zdarza się dzielenie się zdobytą krwią w społeczności.

### Rozmnażanie
Wampiry zwyczajne mogą rozmnażać się cały rok, jednakże szczyt zachowań reprodukcyjnych przypada na okresy od kwietnia do maja i od października do listopada. Największą liczbę zapłodnionych samic zaobserwowano podczas pory deszczowej w Meksyku i Kostaryce. Samice mogą być w ciąży więcej niż jeden raz w ciągu roku. Ciąża trwa około 7 miesięcy. Zazwyczaj rodzi się jedno młode, lecz zdarzają się również bliźnięta. Są one karmione mlekiem matki przez pierwszy miesiąc życia, a następnie razem z matką wyruszają na łowy.

### Odżywianie
Odżywiają się wyłącznie krwią kręgowców. Nacinają skórę ofiar swymi bardzo ostrymi zębami i zlizują spływającą krew. Krew ta nie krzepnie, gdyż ślina tego nietoperza zawiera specjalne antykoagulanty. Jego przełyk jest tak wąski, że oprócz krwi nie jest w stanie przełknąć innego pożywienia.
Wampiry nie tylko osłabiają zaatakowane zwierzęta, ale mogą być nosicielami wścieklizny. Według jednej z teorii wampiry spowodowały wyginięcie koni w krainie neotropikalnej.

### Komunikacja i percepcja
Najczęściej porozumiewają się między sobą matki z młodymi. Krzyki kontaktowe zarejestrowane zostały w przedziale 6–12 kHz. Zwykle pojawiają się one podczas podziału żywności lub gdy młode chce znaleźć matkę. Sygnały chemiczne i dotykowe również mogą odgrywać ważną rolę w komunikacji. Nietoperze wampiry używają również echolokacji i wzroku, by zlokalizować ofiarę. Mogą także korzystać z węchu i słuchu podczas polowań.